# Tys田主丸植木まつり&JA全農やまぐち園芸まつり
TYS田主丸植木まつり&JA全農やまぐち園芸まつり（ティワイエスたぬしまるうえきまつりアンドジェイエイぜんのうやまぐちえんげいまつり）は、山口県山口市佐山のJA全農やまぐちアグリ総合センター（JAグリーンコアやまぐち）で開催されているイベント。テレビ山口とJA全農山口県本部などの主催。1987年から、毎年4月と11月に開催されている。
元々tys単独イベントとして同社敷地内または維新百年記念公園などで行われていたが、2003年から会場を移転し「全農やまぐち園芸まつり」と共催されるようになった。

## 概要
tys田主丸植木まつり福岡県久留米市田主丸町の植木販売協会に加盟する植木業者による植木の直販が行われる。
JA全農やまぐち園芸まつり山口県内の農産物・花きの販売が行われる。サテライトテレオンショップなども出店している。